# Кубок Англії з футболу 1892—1893
Кубок Англії з футболу 1892—1893 — 22-й розіграш найстарішого футбольного турніру у світі, Кубка виклику Футбольної Асоціації, також відомого як Кубок Англії. Вперше титул здобув Вулвергемптон Вондерерз.

## Перший раунд
| Дата                  | Господарі               | Рахунок                   | Гості                   |
| --------------------- | ----------------------- | ------------------------- | ----------------------- |
| 21 січня              | Блекпул                 | 1:3                       | Шеффілд Юнайтед         |
| 21 січня              | Дарвен                  | 5:4                       | Астон Вілла             |
| 21 січня              | Бернлі                  | 2:0                       | Смол Хіт                |
| 21 січня              | Престон Норт-Енд        | 9:2                       | Бертон Свіфтс           |
| 21 січня              | Марлоу                  | 1:3                       | Мідлсбро Айронополіс    |
| 21 січня              | Ноттс Каунті            | 4:0                       | Шенкхаус                |
| 21 січня              | Ноттінгем Форест        | 4:0                       | Кежуалс                 |
| 21 січня              | Блекберн Роверз         | 4:0                       | Ньютон-Гіт              |
| 21 січня              | Венсдей                 | 3:2 (результат скасовано) | Дербі Каунті            |
| 30 січня Перегравання | Дербі Каунті            | 1:0 (результат скасовано) | Венсдей                 |
| 2 лютого Перегравання | Венсдей                 | 4:2                       | Дербі Каунті            |
| 21 січня              | Болтон Вондерерз        | 1:1                       | Вулвергемптон Вондерерз |
| 28 січня Перегравання | Вулвергемптон Вондерерз | 2:1                       | Болтон Вондерерз        |
| 21 січня              | Аккрінгтон              | 2:1                       | Сток                    |
| 21 січня              | Грімсбі Таун            | 5:0                       | Стоктон                 |
| 21 січня              | Сандерленд              | 6:0                       | Роял Арсенал            |
| 21 січня              | Евертон                 | 4:1                       | Вест-Бромвіч Альбіон    |
| 21 січня              | Лафборо                 | 1:2                       | Нортвіч Вікторія        |
| 21 січня              | Ньюкасл Юнайтед         | 2:3                       | Мідлсбро                |

## Другий раунд
До другого раунду увійшли переможці першого раунду.
| Дата     | Господарі               | Рахунок | Гості            |
| -------- | ----------------------- | ------- | ---------------- |
| 4 лютого | Шеффілд Юнайтед         | 1:3     | Сандерленд       |
| 4 лютого | Дарвен                  | 2:0     | Грімсбі Таун     |
| 4 лютого | Мідлсбро Айронополіс    | 3:2     | Ноттс Каунті     |
| 4 лютого | Блекберн Роверз         | 4:1     | Нортвіч Вікторія |
| 4 лютого | Венсдей                 | 1:0     | Бернлі           |
| 4 лютого | Вулвергемптон Вондерерз | 2:1     | Мідлсбро         |
| 4 лютого | Аккрінгтон              | 1:4     | Престон Норт-Енд |
| 4 лютого | Евертон                 | 4:2     | Ноттінгем Форест |

## Третій раунд
До третього раунду увійшли переможці другого раунду. 
| Дата                   | Господарі               | Рахунок | Гості                |
| ---------------------- | ----------------------- | ------- | -------------------- |
| 18 лютого              | Престон Норт-Енд        | 2:2     | Мідлсбро Айронополіс |
| 25 лютого Перегравання | Мідлсбро Айронополіс    | 0:7     | Престон Норт-Енд     |
| 18 лютого              | Блекберн Роверз         | 2:0     | Сандерленд           |
| 18 лютого              | Вулвергемптон Вондерерз | 5:0     | Дарвен               |
| 18 лютого              | Евертон                 | 3:0     | Венсдей              |

## Півфінали
У півфіналах зіграли команди, що перемогли на попередньому етапі.
| Дата                    | Господарі               | Рахунок | Гості            |
| ----------------------- | ----------------------- | ------- | ---------------- |
| 4 березня               | Евертон                 | 2:2     | Престон Норт-Енд |
| 16 березня Перегравання | Престон Норт-Енд        | 0:0     | Евертон          |
| 20 березня Перегравання | Евертон                 | 2:1     | Престон Норт-Енд |
| 4 березня               | Вулвергемптон Вондерерз | 2:1     | Блекберн Роверз  |

## Фінал
| 25 березня 1893 |

| Вулвергемптон Вондерерз | 1:0      | Евертон |
| ----------------------- | -------- | ------- |
| Аллен 60'               | Протокол |         |

| Феллоуфіелд Стедіум, Манчестер Глядачів: 45 000 Арбітр: Ч.Дж.Г'юз |